# Магазинные воришки
«Магазинные воришки» (яп. 万引き家族 мамбики кадзоку, букв. «Семейка магазинных воришек») — японский драматический фильм 2018 года, снятый режиссёром Хирокадзу Корээдой. Фильм участвовал в основной конкурсной программе 71-го Каннского кинофестиваля и получил «Золотую пальмовую ветвь». 9 ноября 2018 года состоялась премьера фильма в России.

## Сюжет
Фильм посвящён японской семье, живущей в глубокой бедности, несмотря на то, что все взрослые в ней работают. Бабушка Хацуэ — владелица дома, Нобуё — прачка, Осаму — рабочий, Аки — хостесс, Сёта — ребёнок. Поэтому некоторые из родственников иногда занимаются мелкими кражами в магазинах. Однажды, возвращаясь домой после очередной кражи, Осаму находит на улице маленькую озябшую и голодную девочку Юри. Нобуё встречает гостью нерадостно, однако принимает ребёнка, увидев следы абьюза. Скромное финансовое положение не мешает дружной семье жить счастливо.
Увидев репортаж про поиски Юри, семья переименовывает её в Рин, меняет ей причёску и сжигает её старые вещи. Хацуэ умирает и остальные члены семьи хоронят её под домом, чтобы продолжать получать выплачиваемую ей пенсию. Сёта учит Рин воровать в магазинах, но испытывает внутреннее сопротивление и однажды пытается отвлечь работников лавки другой кражей. Начинается погоня и загнанный в тупик Сёта прыгает с моста, в результате чего ломает ногу. Его отвозят в больницу, куда вызывают полицейских. Во время допроса полиция сообщает, что они арестовали Осаму и Нобуё, которые пытались сбежать вместе с Юри и Аки. Полицейские говорят Сёте, что семья собиралась бросить его, а Аки от них узнаёт, что Осаму и Нобуё убили её предыдущего мужа, который бил Нобуё.
Нобуё берёт на себя вину за всё совершённое, чтобы спасти Осаму, имеющего судимость. Сёта попадает в детский дом. Осаму вместе с ним посещает Нобуё в тюрьме, где она рассказывает названному сыну подробности того, как он к ним попал, которые могут помочь ему найти своих биологических родителей. Ночуя в новом доме Осаму, Сёта спрашивает у него, правду ли ему сказали в полиции, и тот подтверждает слова полицейских и извиняется.
Юри возвращают её матери, которая снова возвращается к неглекту дочери. Юри с тоской смотрит на дом, в котором жила с семьёй магазинных воришек.

## В ролях
| Актёр           | Роль            |
| --------------- | --------------- |
| Лили Фрэнки     | Осаму Сибата    |
| Сакура Андо     | Нобуё Сибата    |
| Маю Мацуока     | Аки Сибата      |
| Сосукэ Икэмацу  | Акира Эмото     |
| Кики Кирин      | Хацуэ Сибата    |
| Каири Дзё       | Сёта Сибата     |
| Моэми Катаяма   | Нодзоми Ходзё   |
| Кэнго Кора      | Такуми Маэдзоно |
| Тидзуру Икэваки | Киэ Миябэ       |
| Ямада Юки       | Ясу Ходзё       |

## Съёмочная группа
- Автор сценария — Хирокадзу Корээда
- Режиссёр-постановщик — Хирокадзу Корээда
- Продюсеры — Хирокадзу Корээда, Каору Мацудзаки, Хидзири Тагути, Акихико Ёсэ
- Оператор — Рюто Кондо
- Композитор — Харуоми Хосоно
- Монтаж — Хирокадзу Корээда
- Художник-постановщик — Кэйко Мицумацу
- Художник по костюмам — Кадзуко Куросава
- Художник-декоратор — Акико Мацуба
- Подбор актёров — Тоси Табата

## Съёмки
Съёмки фильма проходили в Токио.

## Награды и номинации
| Список наград и номинаций              | Список наград и номинаций | Список наград и номинаций                      | Список наград и номинаций                                       | Список наград и номинаций | Список наград и номинаций |
| Кинофестиваль/Кинопремия               | Год                       | Категория                                      | Номинант(ы)                                                     | Результат                 |                           |
| -------------------------------------- | ------------------------- | ---------------------------------------------- | --------------------------------------------------------------- | ------------------------- | ------------------------- |
| Каннский кинофестиваль                 | май 2018                  | «Золотая пальмовая ветвь»                      | Хирокадзу Корээда                                               | Победа                    |                           |
| Мюнхенский кинофестиваль               | 2018                      | ARRI/OSRAM Award за лучший международный фильм | Хирокадзу Корээда                                               | Победа                    |                           |
| Азиатско-Тихоокеанская кинопремия      | 2018                      | Лучший фильм                                   | Хирокадзу Корээда, Каору Мацудзаки, Хидзири Тагути, Акихико Ёсэ | Победа                    |                           |
| Азиатско-Тихоокеанская кинопремия      | 2018                      | Лучший режиссёр                                | Хирокадзу Корээда                                               | Номинация                 |                           |
| Азиатско-Тихоокеанская кинопремия      | 2018                      | Лучший сценарий                                | Хирокадзу Корээда                                               | Номинация                 |                           |
| Национальный совет кинокритиков США    | 2018                      | Список лучших зарубежных фильмов года          |                                                                 | Победа                    |                           |
| AACTA                                  | 2018                      | Лучший азиатский фильм                         | Хирокадзу Корээда, Хидзири Тагути, Акихико Ёсэ                  | Номинация                 |                           |
| Премия британского независимого кино   | 2018                      | Лучший международный независимый фильм         | Хирокадзу Корээда                                               | Номинация                 |                           |
| «Голубая лента»                        | 2018                      | Лучшая актриса второго плана                   | Маю Мацуока                                                     | Победа                    |                           |
| Премия «Кинэма Дзюмпо»                 | 2018                      | Лучший фильм                                   | Хирокадзу Корээда                                               | Победа                    |                           |
| Премия «Кинэма Дзюмпо»                 | 2018                      | Лучшая актриса                                 | Сакура Андо                                                     | Победа                    |                           |
| «Оскар»                                | 2019                      | Лучший фильм на иностранном языке              |                                                                 | Номинация                 |                           |
| «Золотой глобус»                       | 2019                      | Лучший фильм на иностранном языке              |                                                                 | Номинация                 |                           |
| BAFTA                                  | 2019                      | Лучший фильм не на английском языке            | Хирокадзу Корээда, Каору Мацудзаки                              | Номинация                 |                           |
| «Сезар»                                | 2019                      | Лучший зарубежный фильм                        | Хирокадзу Корээда                                               | Победа                    |                           |
| «Золотой жук»                          | 2019                      | Лучший зарубежный фильм                        | Хирокадзу Корээда                                               | Победа                    |                           |
| «Аманда»                               | 2019                      | Лучший зарубежный фильм                        | Хирокадзу Корээда                                               | Номинация                 |                           |
| «Бодиль»                               | 2019                      | Лучший неамериканский фильм                    | Хирокадзу Корээда                                               | Номинация                 |                           |
| «Спутник»                              | 2019                      | Лучший международный фильм                     |                                                                 | Номинация                 |                           |
| «Независимый дух»                      | 2019                      | Лучший международный фильм                     | Хирокадзу Корээда                                               | Номинация                 |                           |
| Премия Лондонского кружка кинокритиков | 2019                      | Лучший фильм                                   |                                                                 | Номинация                 |                           |
| Премия Лондонского кружка кинокритиков | 2019                      | Лучший фильм на иностранном языке              |                                                                 | Номинация                 |                           |
| Азиатская кинопремия                   | 2019                      | Лучший фильм                                   |                                                                 | Победа                    |                           |
| Азиатская кинопремия                   | 2019                      | Лучший композитор                              | Харуоми Хосоно                                                  | Победа                    |                           |
| Азиатская кинопремия                   | 2019                      | Лучший режиссёр                                | Хирокадзу Корээда                                               | Номинация                 |                           |
| Азиатская кинопремия                   | 2019                      | Лучшая актриса                                 | Сакура Андо                                                     | Номинация                 |                           |
| Азиатская кинопремия                   | 2019                      | Лучшая актриса второго плана                   | Маю Мацуока                                                     | Номинация                 |                           |
| Азиатская кинопремия                   | 2019                      | Лучшая работа художника-постановщика           | Кэйко Мицумацу                                                  | Номинация                 |                           |
| Премия Японской киноакадемии           | 2019                      | Лучший фильм                                   |                                                                 | Победа                    |                           |
| Премия Японской киноакадемии           | 2019                      | Лучший режиссёр                                | Хирокадзу Корээда                                               | Победа                    |                           |
| Премия Японской киноакадемии           | 2019                      | Лучший сценарий                                | Хирокадзу Корээда                                               | Победа                    |                           |
| Премия Японской киноакадемии           | 2019                      | Лучшая актриса                                 | Сакура Андо                                                     | Победа                    |                           |
| Премия Японской киноакадемии           | 2019                      | Лучший актёр                                   | Лили Фрэнки                                                     | Номинация                 |                           |
| Премия Японской киноакадемии           | 2019                      | Лучшая актриса второго плана                   | Кики Кирин                                                      | Победа                    |                           |
| Премия Японской киноакадемии           | 2019                      | Лучшая актриса второго плана                   | Маю Мацуока                                                     | Номинация                 |                           |
| Премия Японской киноакадемии           | 2019                      | Лучшая операторская работа                     | Рюто Кондо                                                      | Победа                    |                           |
| Премия Японской киноакадемии           | 2019                      | Лучшая работа художника-постановщика           | Кэйко Мицумацу                                                  | Номинация                 |                           |
| Премия Японской киноакадемии           | 2019                      | Лучший композитор                              | Харуоми Хосоно                                                  | Победа                    |                           |
| Премия Японской киноакадемии           | 2019                      | Лучший монтаж                                  | Хирокадзу Корээда                                               | Номинация                 |                           |
| Премия Японской киноакадемии           | 2019                      | Лучший звук                                    | Кадзухико Томита                                                | Номинация                 |                           |
| Премия Японской киноакадемии           | 2019                      | Лучшее освещение                               | Исаму Фудзии                                                    | Победа                    |                           |
| «Майнити»                              | 2019                      | Лучший фильм                                   |                                                                 | Победа                    |                           |
| «Майнити»                              | 2019                      | Лучшая актриса                                 | Сакура Андо                                                     | Победа                    |                           |